# Vladimir Aïtoff
Vladimir Aïtoff (Parigi, 5 agosto 1879 – Parigi, 6 settembre 1963) è stato un medico e rugbista a 15 francese.
Era il fratello consanguineo di Irène Aïtoff.

## Biografia

### Campione olimpico
Aïtoff partecipò alle Olimpiadi di Parigi del 1900 conquistando una medaglia d'oro nel rugby a 15 con la Union des Sociétés Français de Sports Athletiques, squadra rappresentante la Francia.
Nella sua carriera rugbista giocò per il Racing Club con il quale vinse due campionati francesi.

### Studi di medicina
Aïtoff intraprese gli studi di medicina. In questo periodo fu anche allievo del noto neurologo Joseph Babinski.
Nel 1905, si trasferì a San Pietroburgo dove divenne medico dell'Hôpital français.

### Militare nella prima guerra mondiale
Durante la prima guerra mondiale, Aïtoff fu sottufficiale della spedizione militare francese in Russia. Fu grazie al coraggio dimostrato in battaglia che, nel 1920, fu insignito del cavalierato della Legion d'onore.

### Medico
Dopo la guerra, Aïtoff fu un rinomato epato-gastroenterologo dell'Ospedale di Parigi, specializzato in alcologia a Le Kremlin-Bicêtre. Impegnato nella lotta contro la prostituzione e l'alcolismo, fu tra i co-fondatori del Mouvement Vie Libre.

### Deportazione
Nell'agosto 1944, fu internato dai nazisti nel campo di concentramento di Buchenwald. Riuscì comunque a sopravvivere a quell'esperienza.

## Opere
- Dr. Aïtoff., Contribution à l'étude des effets du sulfure de carbone ; G. Steinhail, Paris, 1905
- Dr. Aïtoff., Quelques réflexions sur la prostitution réglementée ; Ligue française pour le relèvement de la moralité publique, Paris 1941
- Dr. Aïtoff., Le Problème de l'alcoolisme ; Cartel d'action morale et sociale ; Ligue nationale contre l'alcoolisme, Paris 1949
- Dr. Aïtoff., Ce que tout Français devrait savoir ; Comité de défense contre l'alcoolisme, Paris 1956

## Palmarès
- Oro olimpico: 1

1900
- Campionati francesi: 2

Racing Club: 1899-1900, 1901-1902